# Célestin Hennion
Pour les articles homonymes, voir Hennion.
Célestin Hennion, né le 8 septembre 1862 à Gommegnies (Nord) et mort le 14 mars 1915 à Sainte-Adresse, est un préfet de police français.
Il est célèbre pour avoir modernisé la police française au début du XXe siècle avec le soutien de Georges Clemenceau dit « le Tigre ». En tant que directeur de la Sûreté générale, il est le créateur des fameuses « Brigades du Tigre », ancêtres de la police judiciaire. Pour ces actions, il est connu comme le « père de la police moderne ».

## Biographie
Juste après avoir obtenu son certificat de grammaire, il s’engage dans l’armée et il est envoyé en Tunisie de 1880 à 1885, époque qui voit l’établissement du protectorat français. De cet engagement militaire, il obtient la médaille coloniale et est fait chevalier de l’ordre de Nicham Iftikar et commandeur de la Légion d’honneur.
Il commence sa carrière dans la police comme inspecteur de deuxième classe le 15 novembre 1886 au sein de la brigade des chemins de fer et grimpe rapidement les échelons pour devenir commissaire de police. Il enquête alors sur divers mouvements visant à renverser la Troisième République tels que les anarchistes et les boulangistes.
Les enquêtes et missions qu’il réalise sont très politiques : l'affaire Dreyfus où il étudie les preuves de l’innocence révélées par le commandant Picquart, ou la protection du tsar de Russie Nicolas II en voyage en France en 1896. Il déjoue plusieurs tentatives d’attentats (contre la tsarine en 1901, contre Alphonse XIII d'Espagne en 1905) et de coups d'État, comme celui de Paul Déroulède en 1899. Il est également responsable, à partir d’avril 1899, de la protection du président de la République.
Il est nommé directeur de la Sûreté générale le 30 janvier 1907 par le ministre de l'Intérieur Georges Clemenceau. La même année, il suggère à Clemenceau de créer des brigades mobiles, lesquelles seront connues sous le nom de « Brigades du Tigre ». Il modernise également l'équipement et les méthodes d’investigation de la police. Il est le promoteur de l'étatisation des polices municipales.
Le 31 mars 1913, il est nommé préfet de police, succédant à Louis Lépine. À ce poste, il définit les fonctions de la police et crée à ce titre le 3 août 1913 trois ordres : la police judiciaire, la police de renseignement (il crée à ce titre la première brigade des renseignements généraux) et la police d’ordre. Des ennuis de santé le contraignent à la démission le 2 septembre 1914 et il est remplacé par son secrétaire général, Émile Laurent. Il meurt l'année d'après des suites d'un cancer.

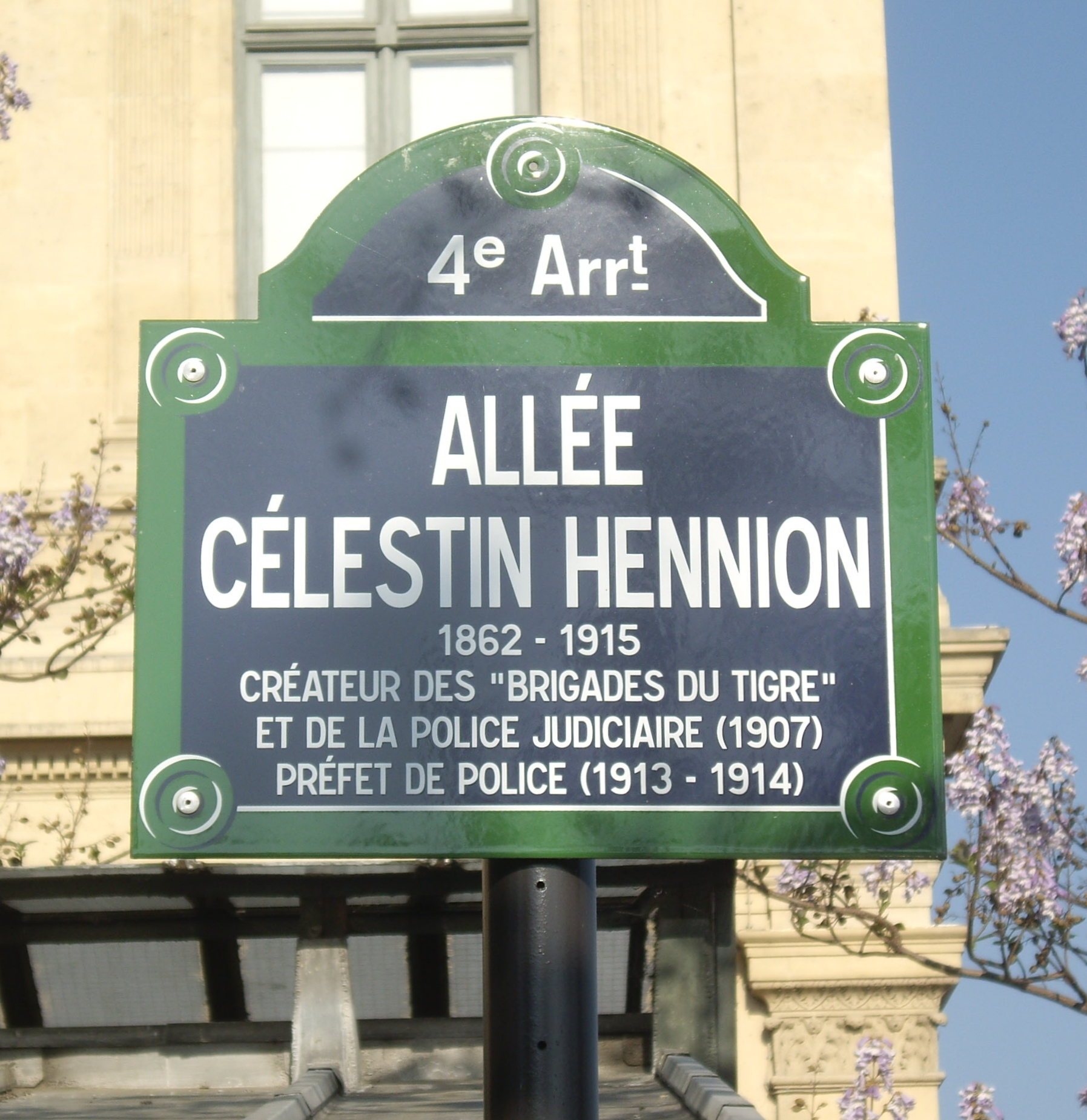
Plaque de l'allée Célestin-Hennion sur la place Louis-Lépine à Paris.

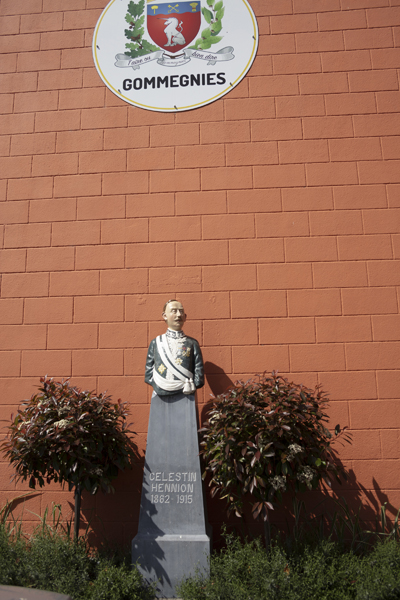
Buste de Hennion à Gommegnies

En 1919, son corps est transféré dans sa ville natale, Gommegnies, où une rue porte aujourd'hui son nom. L’allée Célestin-Hennion, qui parcourt le marché aux fleurs situé place Louis-Lépine, à côté de la préfecture de police à Paris, a été également baptisée en son honneur.
La 15e promotion de commissaires de police issus de l’École nationale supérieure de la police, entrés en fonction en 1964, porte son nom.

## Décorations
- Commandeur de la Légion d'honneur (mars 1913)
- Commandeur de l'ordre royal de Victoria en 1908[6]
- Grand Croix blanche de l'ordre du mérite militaire d'Espagne[7]
- Grand Officier du Ordre du Orange-Nassau de Pays-Bas (31 mai 1912)[8]
- Grand officier de l'ordre de Léopold[7]
- Chevalier du Nichan Iftikhar[3]
- Officier de l'ordre des Palmes académiques[7]
- Médaille coloniale avec agrafe Tunisie[7]
- Médaille d'honneur des Secours Mutuels, échelon Or[7]

## Famille
Il est l’arrière-grand-père de Davina McCall, la présentatrice de l’émission de télé réalité Big Brother.